# Gare de Villers-Saint-Paul
Pour les articles homonymes, voir gare de Villers.
La gare de Villers-Saint-Paul est une gare ferroviaire française de la ligne de Creil à Jeumont, située sur le territoire de la commune de Villers-Saint-Paul, dans le département de l'Oise, en région Hauts-de-France.
C'est une halte ferroviaire de la Société nationale des chemins de fer français (SNCF), desservie par des trains TER Hauts-de-France.

## Situation ferroviaire
Établie à 30 m d'altitude, la gare de Villers-Saint-Paul est située au point kilométrique (PK) 52,864 de la ligne de Creil à Jeumont, entre les gares ouvertes de Creil et de Rieux - Angicourt.

## Service des voyageurs

### Accueil

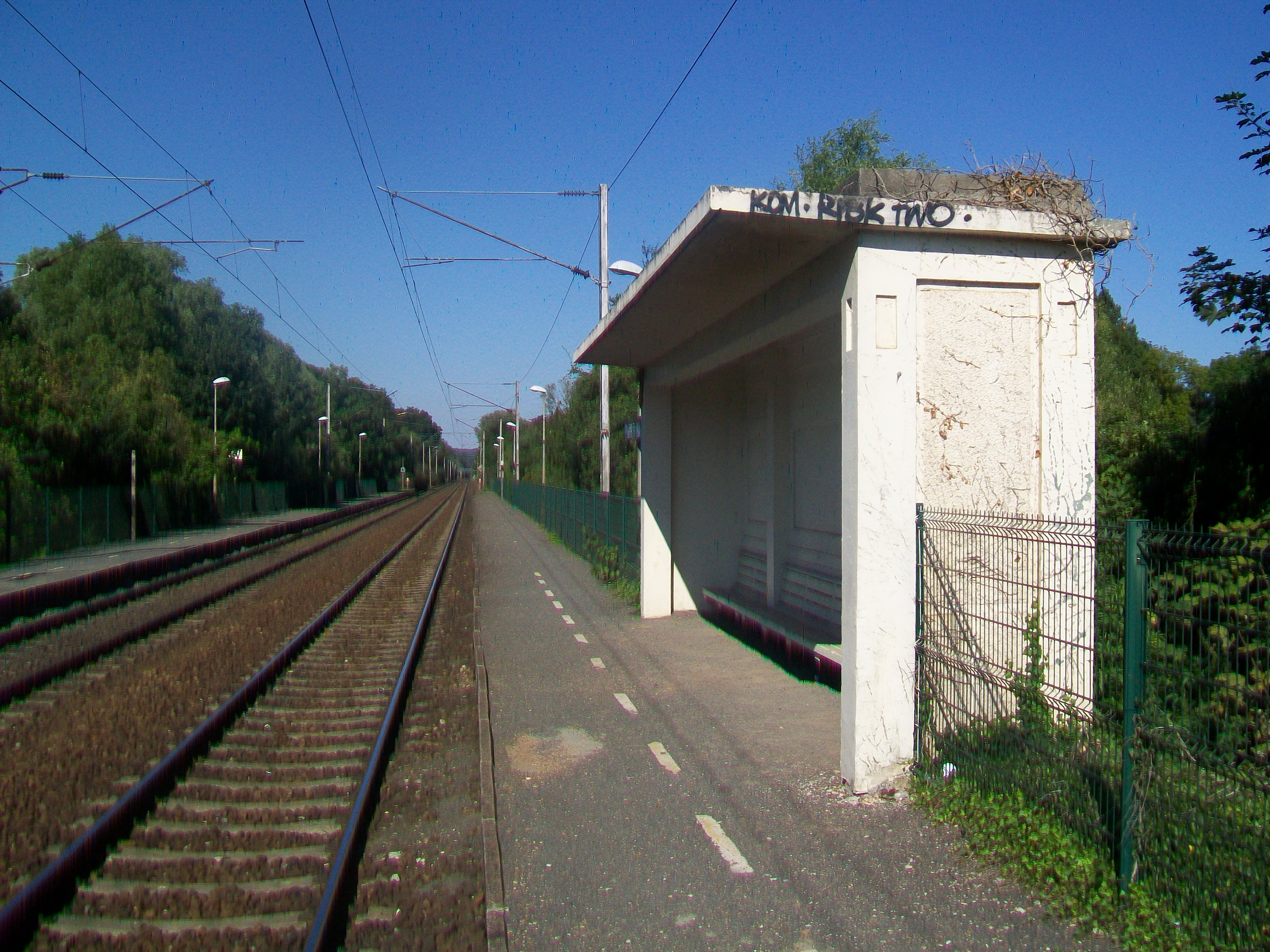
L'abri du quai de la voie 2, en direction de Creil et Paris.

Halte SNCF, c'est un point d'arrêt non géré (PANG) à accès libre. Elle est équipée de deux quais latéraux encadrant deux voies. Le changement de quai se fait par un passage à niveau.

### Desserte
Villers-Saint-Paul est desservie par des trains TER Hauts-de-France qui effectuent des missions entre les gares de Paris-Nord et de Compiègne. En 2009, la fréquentation de la gare était de 281 voyageurs par jour.

### Intermodalité
Le stationnement gratuit des véhicules est possible (environ 20 places), auquel s'ajoute le parking du Parc de la Brèche à proximité.
La gare est desservie par le service de transport à la demande AXO+1 du réseau AXO. La ligne régulière la plus proche est la ligne D desservant l'arrêt Fécamp à environ 400 m de la gare.